# Mount Sibiryakov
Mount Sibiryakov (russisch Гора Сибирякова Gora Sibirjakowa) ist ein isolierter Berg im ostantarktischen Enderbyland. Er ragt rund 26 km südlich des Mount Humble auf.
Wissenschaftler einer sowjetischen Antarktisexpedition untersuchten hier zwischen 1961 und 1962 Felsvorsprünge. Sie benannten den Berg nach dem sowjetischen Eisbrecher Alexander Sibirjakow. Das Advisory Committee on Antarctic Names übertrug die russische Benennung 1971 ins Englische.